# Discografia delle Monrose
Questa pagina contiene la discografia del gruppo musicale tedesco Monrose.

## Album
| Anno | Titolo                                                               | Posizioni in classifica | Posizioni in classifica | Posizioni in classifica | Posizioni in classifica | Vendite               | IFPI Certificazioni                                             |
| Anno | Titolo                                                               | Germania (bandiera)     | Austria (bandiera)      | Svizzera (bandiera)     | Polonia (bandiera)      | Vendite               | IFPI Certificazioni                                             |
| ---- | -------------------------------------------------------------------- | ----------------------- | ----------------------- | ----------------------- | ----------------------- | --------------------- | --------------------------------------------------------------- |
| 2006 | Temptation - 1º album studio - Pubblicato: 8 dicembre, 2006          | 1                       | 1                       | 1                       | 10                      | +1,580,000 World-wide | - Germania: 1,5x Platino - Austria: Platino - Svizzera: Platino |
| 2007 | Strictly Physical - 2º album studio - Pubblicato: 21 settembre, 2007 | 2                       | 7                       | 6                       | 55                      | + 500.000 World-wide  | - Germania: Oro - Austria: Oro                                  |
| 2008 | I Am - 3º album studio - Pubblicato: 26 settembre, 2008              | 9                       | 20                      | 14                      | 60                      | + 300.000 World-wide  |                                                                 |

## Singoli
| Anno | Titolo                | 'Posizioni in classifica | 'Posizioni in classifica | 'Posizioni in classifica | 'Posizioni in classifica | 'Posizioni in classifica | 'Posizioni in classifica | 'Posizioni in classifica | Album |
| Anno | Titolo                | Germania (bandiera)      | Austria (bandiera)       | Svizzera (bandiera)      | Polonia (bandiera)       | Finlandia (bandiera)     | Paesi Bassi (bandiera)   | Europa (bandiera)        | Album |
| ---- | --------------------- | ------------------------ | ------------------------ | ------------------------ | ------------------------ | ------------------------ | ------------------------ | ------------------------ | --- |
| 2006 | "Shame"               | 1                        | 1                        | 1                        | 10                       | 3                        | 20                       | 5                        | ALBUM: Temptation SINGLES: Shame : 1,000,000 World-wide 2 Platino Even Heaven Cries: 400,000 World-wide                                            |
| 2007 | "Even Heaven Cries"   | 6                        | 17                       | 19                       | 80                       | 100                      | 96                       | 58                       | ALBUM: Temptation SINGLES: Shame : 1,000,000 World-wide 2 Platino Even Heaven Cries: 400,000 World-wide                                            |
| 2007 | "Hot Summer"          | 1                        | 1                        | 1                        | 19                       | 19                       | 21                       | 9                        | ALBUM: Strictly Physical SINLGES: Hot Summer: 940.000 World-wide Oro Strictly Physical: 400.000 World-wide What You Don't Know: 500.000 World-wide |
| 2007 | "Strictly Physical"   | 6                        | 16                       | 29                       | 7                        | 55                       | 70                       | 20                       | ALBUM: Strictly Physical SINLGES: Hot Summer: 940.000 World-wide Oro Strictly Physical: 400.000 World-wide What You Don't Know: 500.000 World-wide |
| 2007 | "What You Don't Know" | 6                        | 16                       | 23                       | 28                       | 30                       | 38                       | 23                       | ALBUM: Strictly Physical SINLGES: Hot Summer: 940.000 World-wide Oro Strictly Physical: 400.000 World-wide What You Don't Know: 500.000 World-wide |
| 2008 | "Strike the Match"    | 10                       | 16                       | 11                       | 20                       | -                        | -                        | 34                       | ALBUM: I Am Strike the Match : 150.000 World-wide Hit N Run : 100.000 World-wide Why not us : 95.000 World-wide                                    |
| 2008 | "Hit 'N' Run"         | 16                       | 29                       | 55                       | 69                       | -                        | -                        | 55                       | ALBUM: I Am Strike the Match : 150.000 World-wide Hit N Run : 100.000 World-wide Why not us : 95.000 World-wide                                    |
| 2008 | "Why Not Us"          | 27                       | 53                       | -                        | 80                       | 53                       | -                        | 82                       | I Am |

## DVD
- 2006 Popstars - The making of Monrose DE: Oro + 20.000